# Distrito de Ibrány
El distrito de Ibrány (húngaro: Ibrányi járás) es un distrito húngaro perteneciente al condado de Szabolcs-Szatmár-Bereg.
En 2013 poseía 23 850 habitantes. Su capital es Ibrány.

## Municipios
El distrito tiene 2 ciudades (en negrita), un pueblo mayor (en cursiva) y 5 pueblos
(población a 1 de enero de 2013):
- Balsa (837)
- Buj (2303)
- Gávavencsellő (3528)
- Ibrány (6835) – la capital
- Nagyhalász (5741)
- Paszab (1273)
- Tiszabercel (1897)
- Tiszatelek (1436)